# André Zimmermann
André Zimmermann (* 20. Februar 1939 in Maisonsgoutte; † 5. November 2019 in Villé) war ein französischer Radrennfahrer.

## Sportliche Laufbahn
Zimmermann hatte seinen bedeutendsten Erfolg als Amateur mit dem Gewinn der Tour de l’Avenir 1963 vor Rolf Maurer. Er gewann das Rennen Nancy–Strasbourg und wurde Dritter der nationalen Meisterschaft im Straßenrennen der Unabhängigen. 1963 wurde er Berufsfahrer im Radsportteam St. Raphael-Geminiani-Dunlop an der Seite von Jacques Anquetil. Mit dem Grand Prix d’Aix-en-Provence und dem Grand Prix de Toulon gewann er 1966 zwei kleinere Rennen. 1967 wurde er Zweiter im Boucles de la Seine hinter Anatole Novak, 1968 Dritter im Grand Prix de Plouay. Er startete fünfmal in der Tour de France, sein bestes Resultat in der Gesamtwertung war der 17. Rang 1965. Im Giro d’Italia wurde er 1964 12., in der Vuelta a España 1967 29. 1962 war er Unabhängiger, von 1963 bis 1969 war er Berufsfahrer.

## Grand-Tour-Platzierungen
| Grand Tour            | 1964 | 1965 | 1966 | 1967 | 1968 | 1969 |
| --------------------- | ---- | ---- | ---- | ---- | ---- | ---- |
| Vuelta a EspañaVuelta | –    | –    | –    | 29   | –    | –    |
| Giro d’ItaliaGiro     | 12   | –    | –    | –    | –    | –    |
| Tour de FranceTour    | 36   | 17   | 23   | DNF  | –    | 26   |